# Srí Lanka-i labdarúgó-válogatott
A Srí Lanka-i labdarúgó-válogatott Srí Lanka nemzeti csapata, amelyet a Srí Lanka-i labdarúgó-szövetség (Angolul: Football Federation of Sri Lanka) irányít. 1972-ig ceyloni labdarúgó-válogatott néven szerepelt. (Ettől az évtől Ceylon hivatalos neve Srí Lanka.)

## Világbajnoki szereplése
| 1930 | Nem indult | 1974 | Visszalépett  |          |      |  |
| 1934 | Nem indult | 1978 | Visszalépett  |          |      |  |
| 1938 | Nem indult | 1982 | Nem indult    |          |      |  |
| 1950 | Nem indult | 1986 | Nem indult    |          |      |  |
| 1954 | Nem indult | 1990 | Nem indult    |          |      |  |
| 1958 | Nem indult | 1994 | Nem jutott be |          |      |  |
| 1962 | Nem indult | 1998 | Nem jutott be |          |      |  |
| 1966 | Nem indult | 2002 | Nem jutott be |          |      |  |
| 1970 | Nem indult | 2006 | Nem jutott be |          |      |  |
|      |            | 2010 | Nem jutott be |          |      |  |
|      |            | 2014 | Nem jutott be |          |      |  |
|      |            | 2018 | Nem jutott be | Összesen | 0/21 |  |

## Ázsia-kupa-szereplés
- 1956-1958: Nem indult
- 1972: Nem jutott be
- 1976: Nem indult
- 1980: Nem jutott be
- 1984: Nem jutott be
- 1988: Nem indult
- 1992: Nem indult
- 1996-2004: Nem jutott be
- 2007: Visszalépett
- 2011: Nem indult
- 2015: Nem indult

## Külső hivatkozások
- Srí Lanka a FIFA.com-on Archiválva 2013. július 13-i dátummal a Wayback Machine-ben (angolul)
- Srí Lanka mérkőzéseinek eredményei az rsssf.com-on (angolul)
- Srí Lanka mérkőzéseinek eredményei az EloRatings.net-en (angolul)
- Srí Lanka a national-football-teams.com-on (angolul)